# 선인고등학교
선인고등학교(善仁高等學校)는 대한민국 인천광역시 미추홀구 도화동에 위치한 공립 고등학교이다.

## 학교 연혁
- 1947년 10월 20일 : 성광중학원 설립인가, 설립자 겸 원장 허섭, 소재지 인천시 행동 7번지
- 1953년 2월 4일 : 인천시 만석동 25번지로 교사이전, 성광중학원을 성광기술학교로 승격개편인가, 교장 겸 설립자 허섭
- 1954년 2월 10일 : 재단법인 성광학원 설립인가, 초대 이사장 황성수, 성광상업고등학교 설립인가, 각 학년당 1학급씩 총 3학급 학생정원 150명, 초대교장 서리 설립자 허섭 취임
- 1956년 3월 31일 : 성광상업고등학교 야간부 설치인가 각 학년당야간부 2학급 6학급 주간 6학급, 야간 6학급 학생정원 : 학급당 50명씩 600명
- 1957년 3월 16일 : 성광상업고등학교 제1회 졸업 (남 114명)
- 1957년 8월 25일 : 인천직할시 남구 도화동 235번지로 교사이전
- 1958년 8월 10일 : 법인설립자 변경, 운영난에 처한 성광학원을 예비역 육군중장 백인엽 장군 인수, 제2대 이사장 선우욱 취임
- 1965년 2월 24일 : 성광중학교를 선인중학교로, 성광상업고등학교를 선인상업고등학교로 교명변경
- 1966년 2월 19일 : 선인상업고등학교 제1회 졸업 (남 1,201명)
- 1966년 12월 7일 : 선인종합고등학교 설립인가 1966학년도 입학생 졸업시까지 존속(69.2.28까지) 각 학년당 주간 : 보통과, 기계과, 전기과, 자동차과, 통신과 1학급씩 15학급 야간 : 보통과, 상업과 1학급씩 6학급 계: 21학급 학생정원 : 학급당 60명씩 1,260명
- 1967년 3월 2일 : 선인종합고등학교 개교
- 1973년 9월 5일 : 교명변경에 따른 학칙변경, 신교명:선인고등학교 구교명:선인종합고등학교, 시행 : 1974. 3. 1
- 1994년 3월 1일 : 선인학원 시.공립하에 따른 설립자 변경으로 공립으로 전환, 제20대 교장 구조완 취임
- 1995년 9월 : 부속건물 신설(식당 및 매점), 본관내에 식당 및 매점을 특별 교실로 설치
- 2002년 9월 1일 : 학교 교사(校舍) 신축에 따른 학교 이전
- 2022년 1월 5일 : 제66회 졸업(172명) 누계 36,803명
- 2023년 3월 1일 : 자율학교 재지정(기간 2023.03.01.~2028.02.29, 유형 교과교실제(선진형))
- 2024년 1월 8일 : 제68회 졸업(139명)
- 2024년 3월 4일 : 입학식(161명)
- 2024년 9월 1일 : 제34대 유충열 교장 취임

## 참고 자료
- 선인고등학교 - 한국교육학술정보원 학교알리미